# Fort Buoux

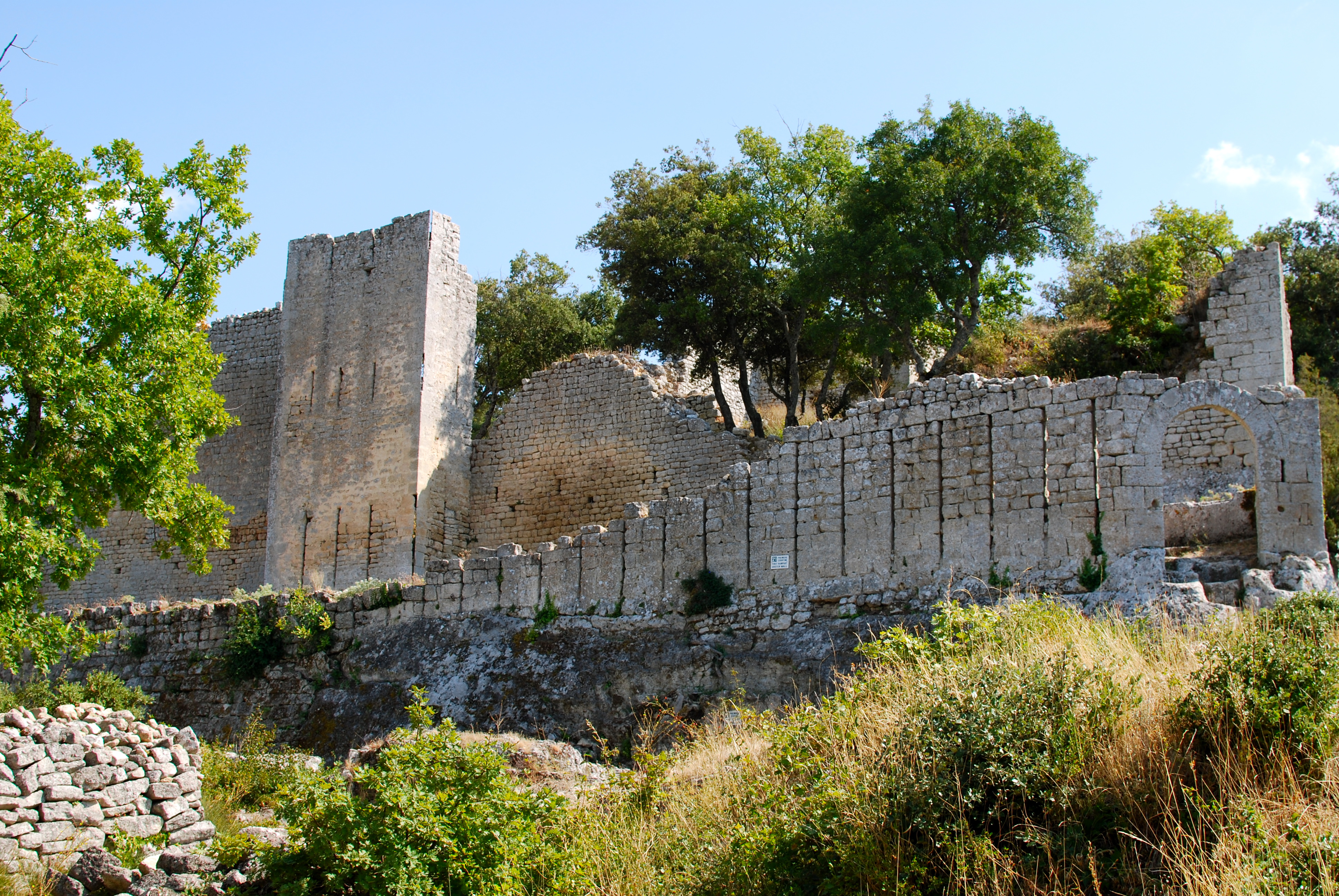
Ruinen des Forts

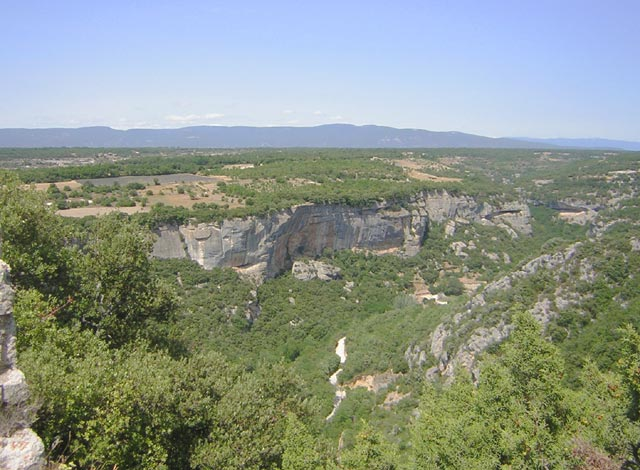
Blick vom Fort auf das Tal des Aigue Brun

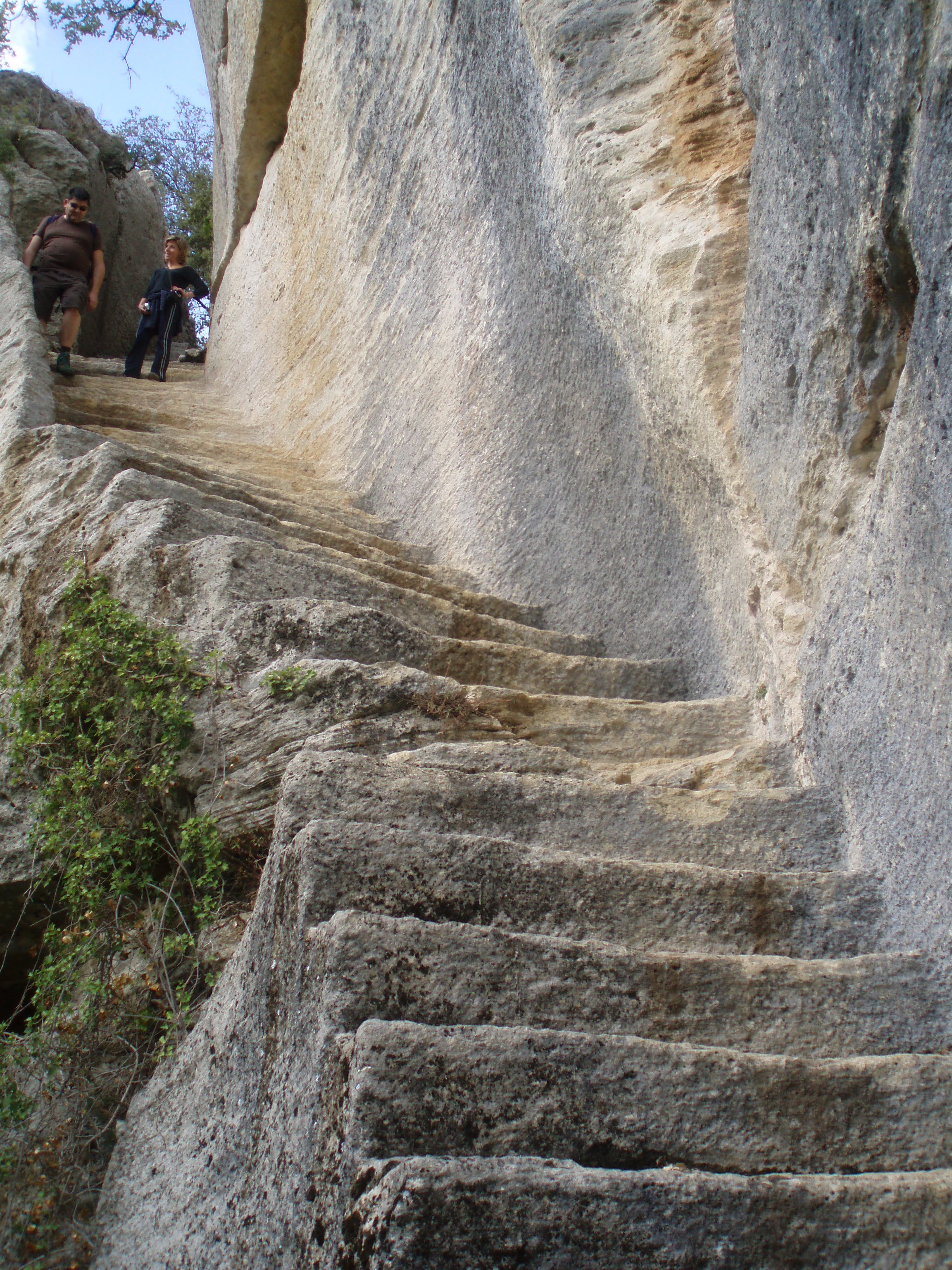
In Fels geschlagene Geheimtreppe zum Fort

Das Fort Buoux ist eine Festungsruine auf dem Gebiet der südfranzösischen Gemeinde Buoux. Es befindet sich an der Nordflanke des Grand-Luberon-Gebirges und nimmt dort einen von Felsgipfeln umgebenen Molassesockel ein.
Seit 1986 ist das Fort als geschütztes Baudenkmal (Monument historique) eingestuft.

## Geschichte
An der Stelle des Forts existierte bereits in prähistorischer Zeit eine Befestigung. Später entstanden ein keltoligurisches Oppidum und ein römisches Castrum, von denen aus der einzige gangbare Pass über den Luberon kontrolliert wurde. Die mittelalterliche Burg entstand im 13. Jahrhundert und galt für lange Zeit als uneinnehmbar. Die Hugenotten nutzten die Burg im 16. Jahrhundert als Rückzugsort, bis Ludwig XIV. sie um das Jahr 1660 abreißen ließ.

## Beschreibung

### Zugang
Das Fort befindet sich auf einem schwer zugänglichen Felsschiff, das ungefähr 500 m lang und 30 bis 100 m breit ist. Der Fels setzt sich aus Sedimentschichten zusammen, die in einem Zeitraum von 20 Millionen Jahren durch Meeresablagerungen übereinandergeschichtet wurden.
Der zum Fort führende Pfad folgt einer alten antiken Straße, die unter einem riesigen Felsüberhang (Abri) durchführt. Die Felsen wurden im Neolithikum mit verschiedenen Aushöhlungen versehen, die als Vorratsgruben und Grabstätten dienten. Der in den Fels gehauene Weg führt zu einer ersten Bastion und einem von ihr bewachten rundbogigen Eingangstor.

### Festungsplatz und mittelalterliches Dorf
Der Festungsplatz wurde von einer Befestigungsmauer geschützt, die die erste Verteidigungslinie des Castrums bildete. Auf dem Platz befinden sich ein 60.000 Liter umfassender ehemals gewölbter Wasserspeicher und ein Verteidigungsgraben, der potentielle Angreifer zurückhalten sollte.
Parallel zum Gelände stehen die Schutzmauern eines mittelalterlichen Dorfes, das sich aus Vorratshäusern, verstreuten Mauerwänden und Höhlenwohnungen zusammensetzt. Ein sehenswertes Haus aus dem 13. Jahrhundert ist mit einem aus Keilsteinen gebildeten Rundbogenportal ausgestattet. Vor der Festung, auf einem felsigen ehemals überdachten Platz, stößt man auf dreizehn in Stein gehauene Silos und Spuren einer Weinpresse.

### Die Festung

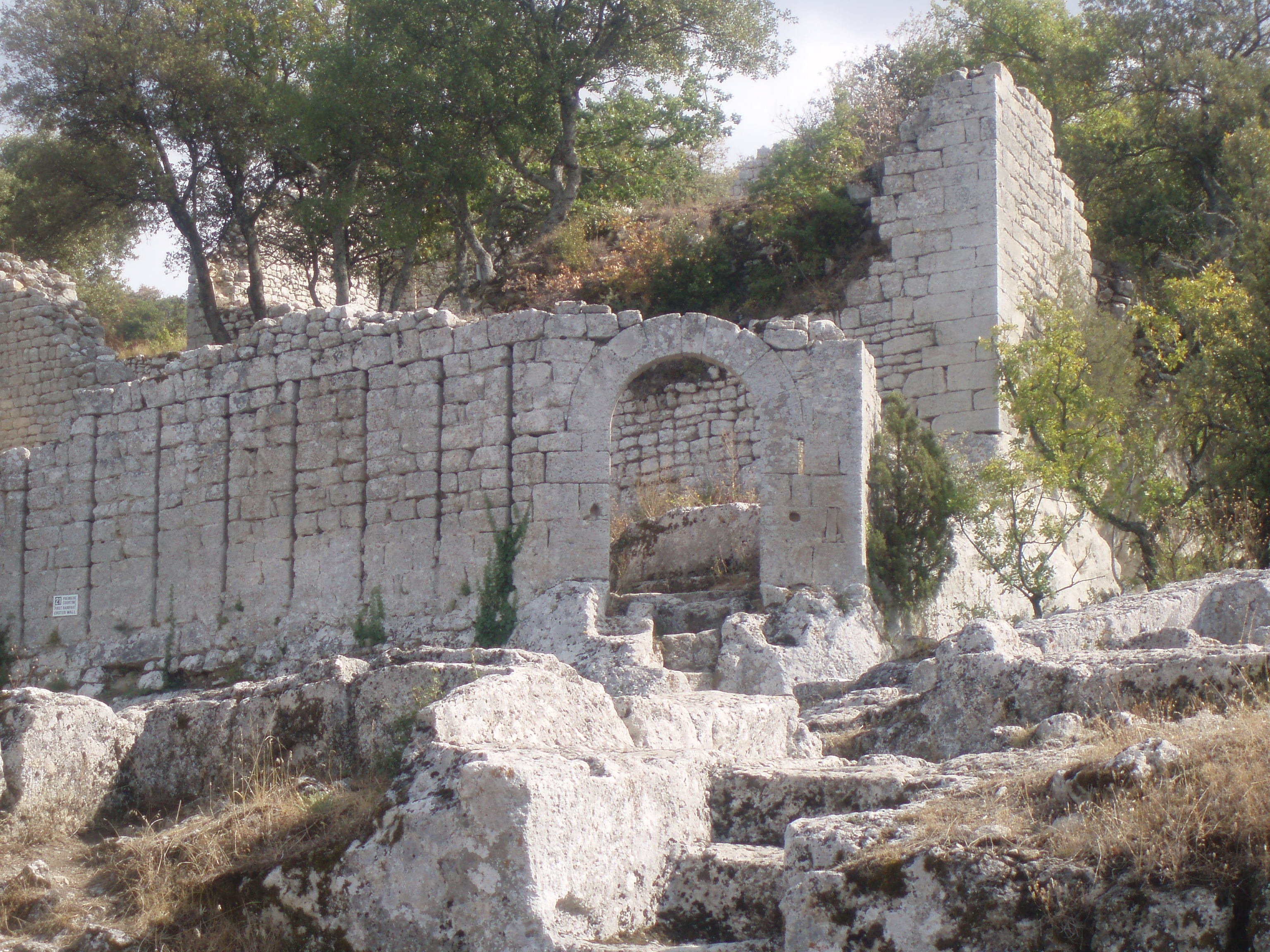
Rundbogentor

Die Festung wurde im 13. Jahrhundert als Spornburg erbaut. Sie ist besonders gut an die topographischen Gegebenheiten angepasst und wurde mit drei jeweils durch Gräben geschützten Befestigungswällen versehen. In die erste, mit einem erhöhten Tor ausgestattete Mauer sind eng nebeneinander stehende Bogenscharten eingelassen. Der zweite Schutzwall ist sehr hoch und wurde mit einem quadratischen Turm verstärkt. Die dritte Mauer schließlich nimmt den Platz auf den beiden senkrechten Klippen ein.
Der ursprünglich auf drei Ebenen gebaute Donjon blickt auf einen bis zu 80 m tiefen Abgrund hinunter. Die Ausfallpforte befindet sich am unteren Ende der Getreidesilos und führt zu einer Geheimtreppe, deren Rolle noch unklar ist. Sie könnte ein wichtiger Teil im Verteidigungssystem gewesen sein oder eine kulturelle Funktion in der Frühgeschichte gehabt haben.

## Galerie

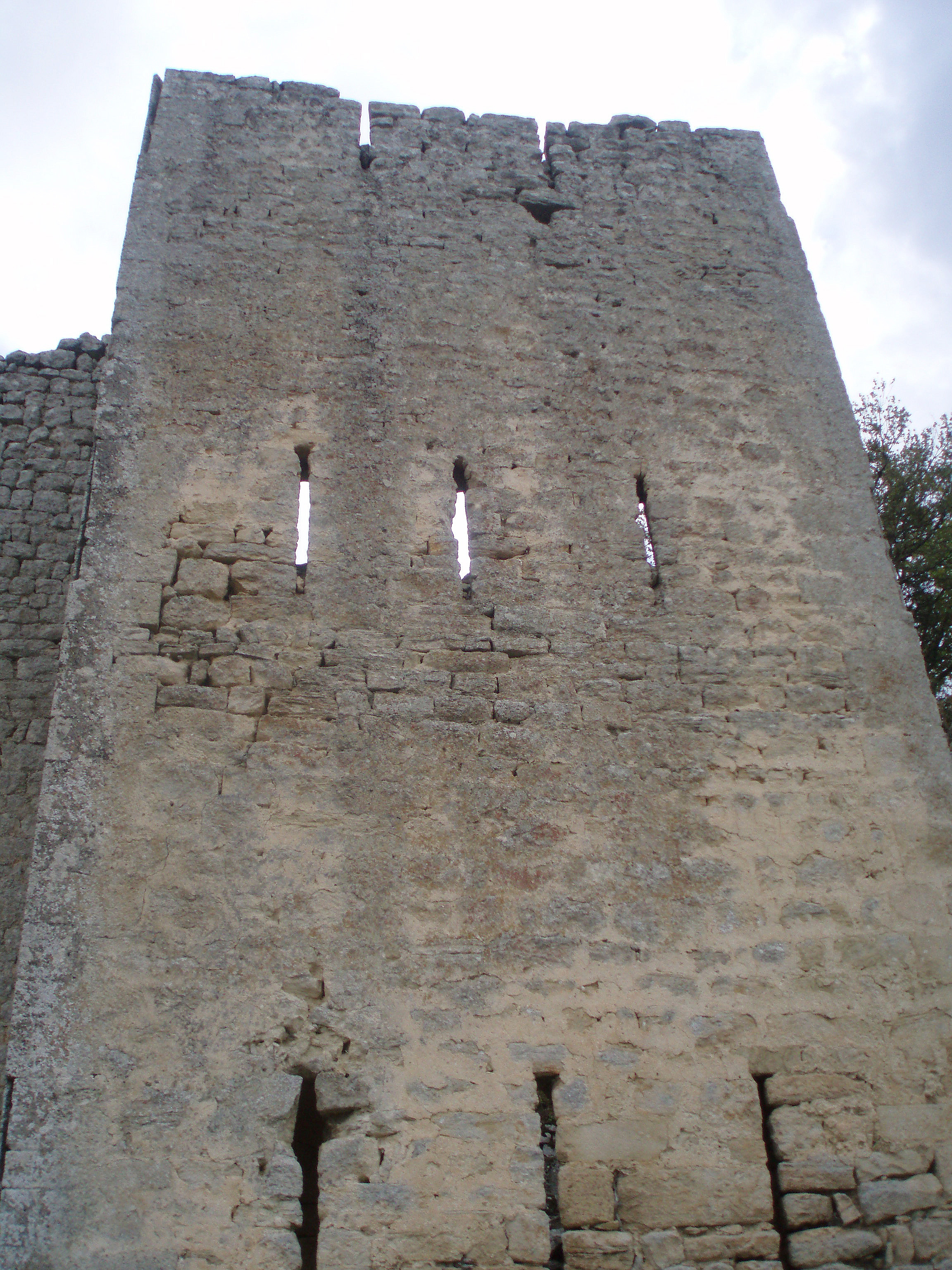
Turm mit Bogenscharten
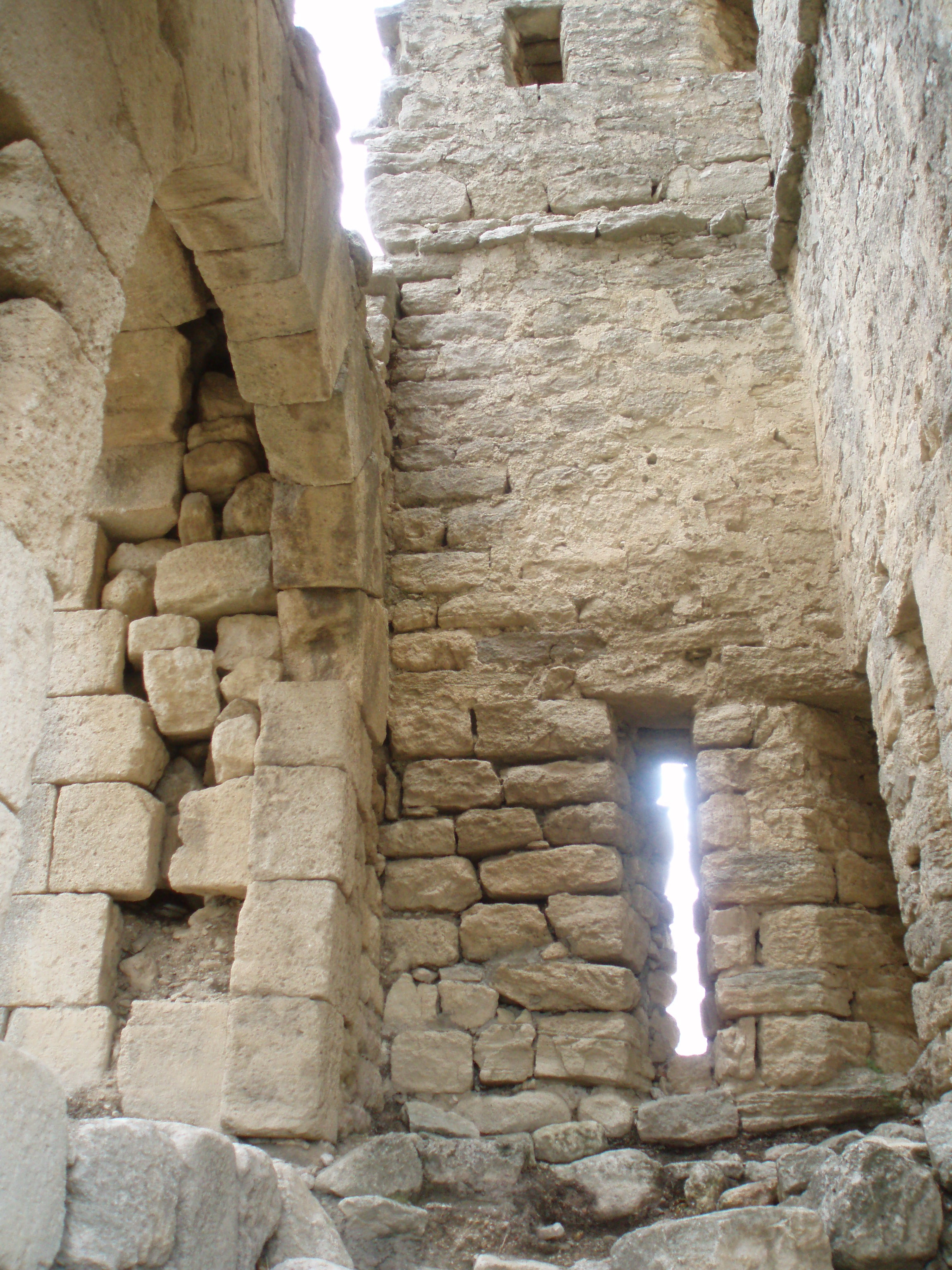
Innenseite des Donjon
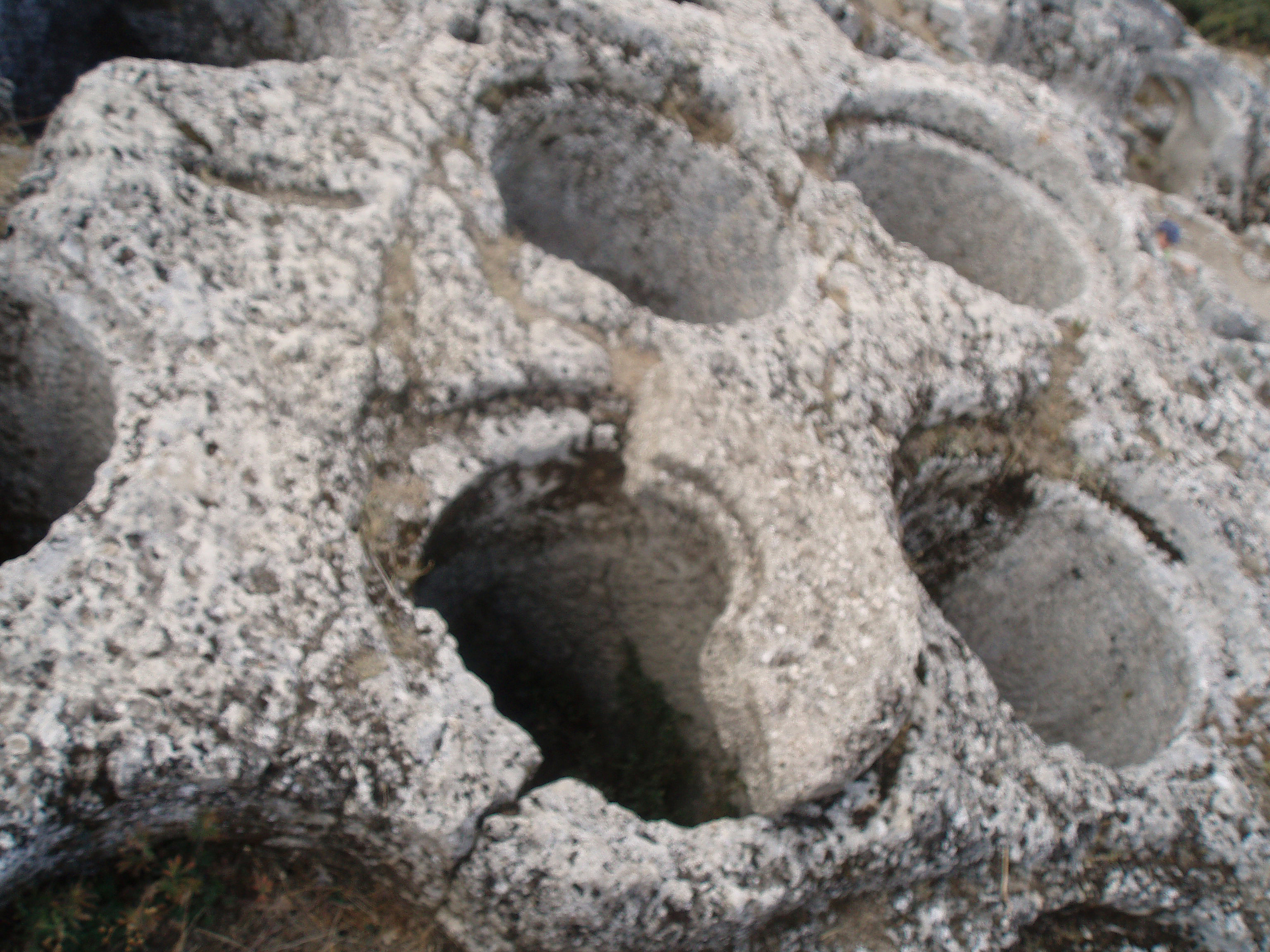
Steinerne Silos
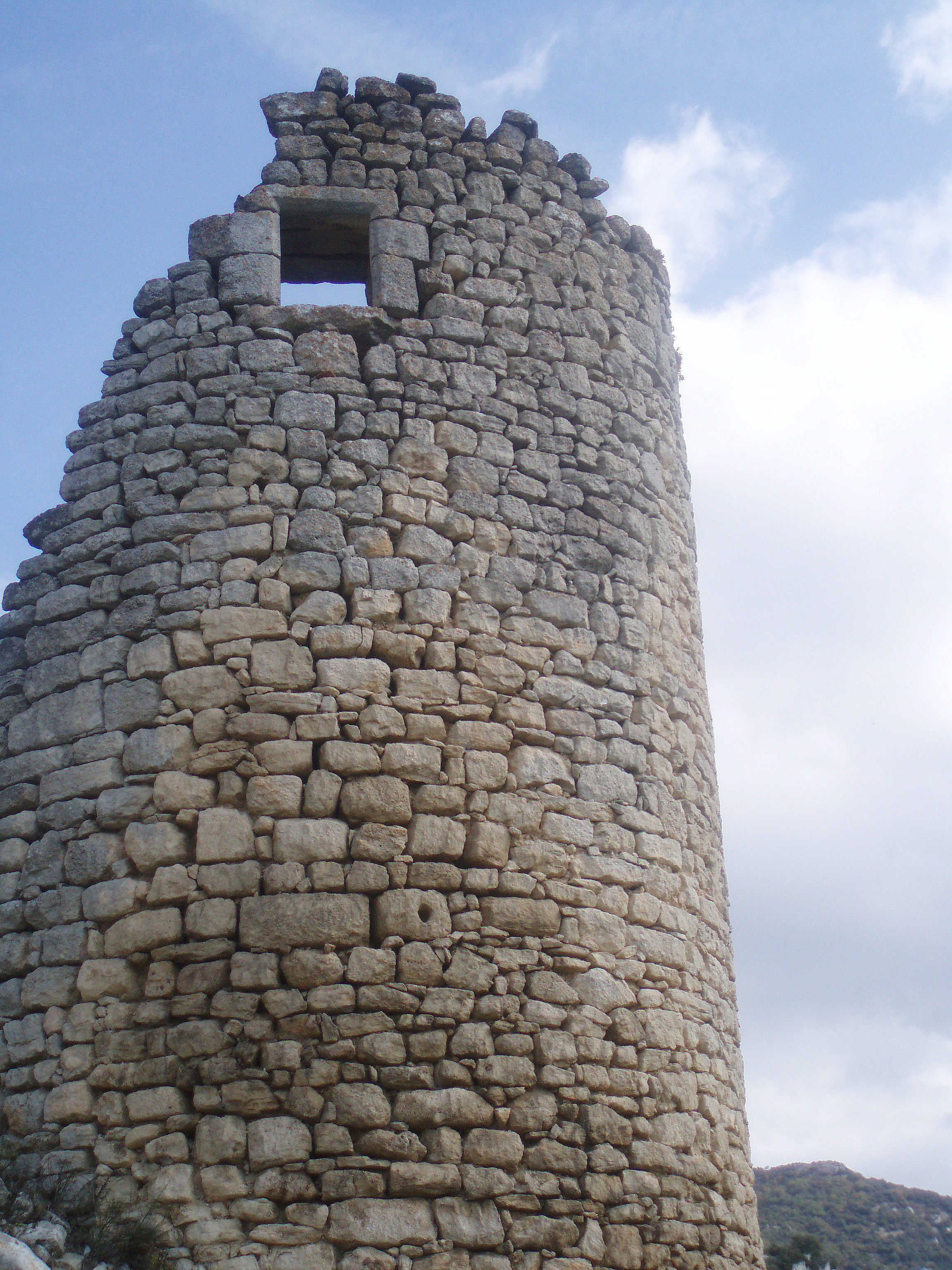
Wachturm